# Freiauslösung
Unter einer Freiauslösung versteht man in der elektrischen Energietechnik einen Mechanismus, welcher das von außen unbeeinflussbare 'freie' bzw. unblockierbare Auslösen eines elektrischen Schalters gewährleistet.
Die Funktion wird mit einem Schaltschloss realisiert und üblicherweise in elektrischen Schutzeinrichtungen wie Leitungsschutzschaltern, Fehlerstrom-Schutzschaltern oder Motorschutzschaltern eingebaut. Durch die Freiauslösung kann der Schalter, beispielsweise ein Fehlerstrom-Schutzschalter, auch dann auslösen, wenn der Schalthebel bzw. -drücker in der EIN-Stellung fixiert ist – z. B. durch Festhalten, Festkleben oder Verkeilen. Die Sicherungsfunktion kann durch diese Maßnahmen nicht eingeschränkt werden.
Die DIN VDE 0660 fordert für elektrische Schutzschalter ein Schaltschloss, welches mit einer Freiauslösung versehen ist, die über eine Mechanik zum Abschalten verfügt.

## Funktionsweise
Wird beispielsweise der Leitungsschutzschalter zum Einschalten bei einem bestehenden Kurzschluss verwendet, so löst unmittelbar nach dem Einschaltvorgang die elektromagnetische Überstromauslösung im Schutzschalter aus und öffnet die elektrischen Schaltkontakte. Die Auslösung ist damit unabhängig von der Stellung des Betätigungselementes, was die Funktion der Freiauslösung sicherstellt.
Für ein erneutes Einschalten muss das Betätigungselement zunächst in die AUS-Stellung gebracht werden bzw. darin zurück fallen. Erst danach kann der Schalter wieder eingeschaltet werden.
Wurde aufgrund einer Überlast durch ein Bimetall abgeschaltet, kann erst nach dem Abkühlen des Bimetalls wieder eingeschaltet werden.
Einige Schalter haben eine Ausgelöst-Stellung (Trip) zur Unterscheidung, ob per Hand oder automatisch ausgeschaltet wurde. Hier muss auch erst wieder in die AUS-Stellung geschaltet werden zum erneuten Einschalten.
Die Schalter können auch mit einem Sprungschaltmechanismus für das Einschalten kombiniert werden, wodurch der Kontaktabbrand minimal und die Standzeit des Schutzschalters maximal ist.